# Canal d'Hevossalmi
Le Canal d'Hevossalmi (finnois : Hevossalmen kanava) est un canal sans écluse, situé entre Laajasalo et Santahamina à Helsinki en Finlande.

## Description

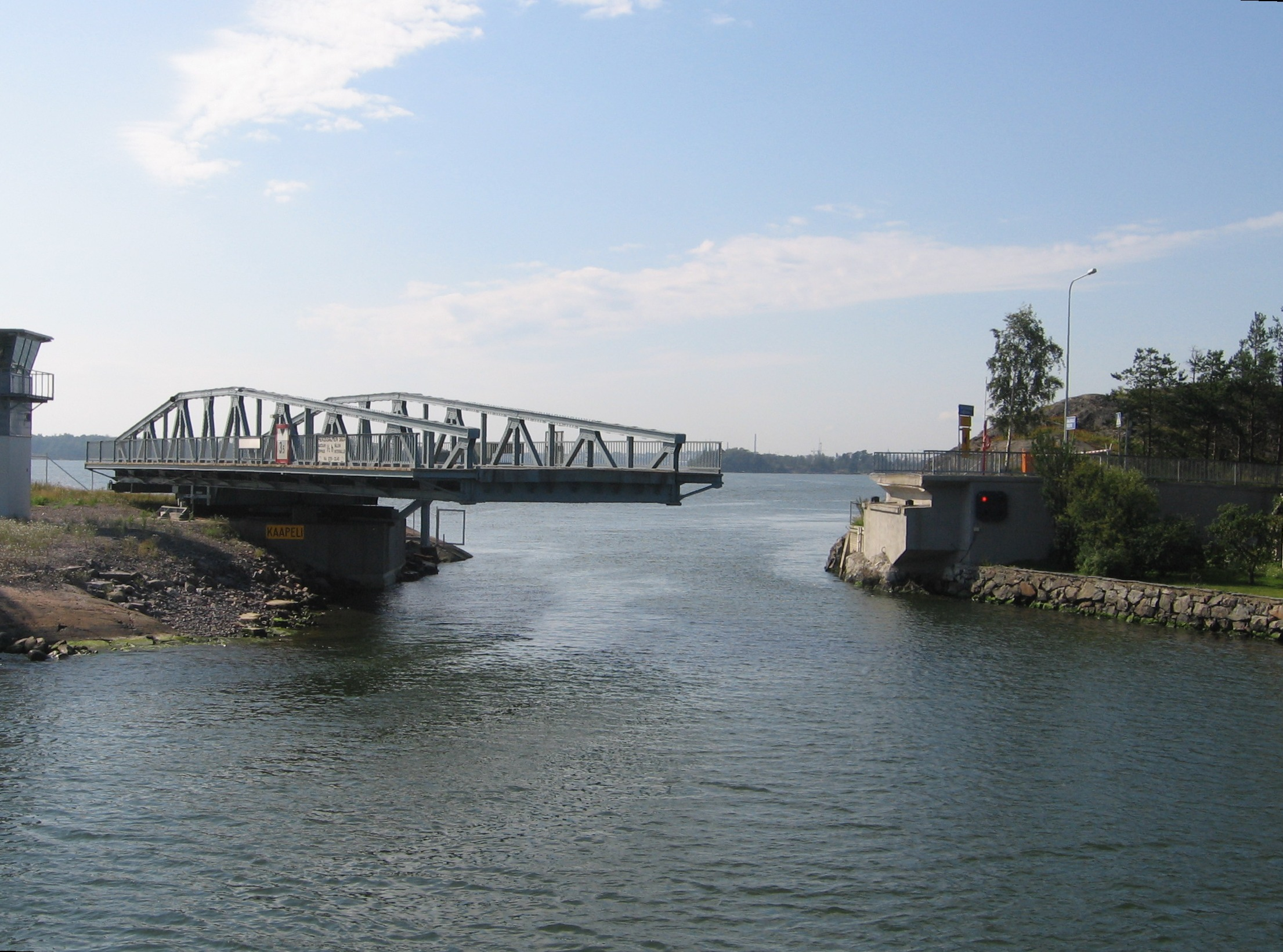
Le pont ouvert.

Le canal a été conçu pour les navires et il a 2,4 mètres de profondeur et 11,9 mètres de large.
Le canal a environ 60 mètres de long.